# Iris ruthenica
Espèce
Classification phylogénétique
L'Iris de Ruthénie (Iris ruthenica) est une espèce de plante herbacée vivace de la famille des iridacées que l'on trouve de la Roumanie, jusqu'en Sibérie centrale, puis du nord de la Mongolie, jusqu'au centre de la Chine en passant ensuite vers le nord de la Chine, l'Extrême-Orient russe et la péninsule de Corée.
Nom chinois : 紫苞鸢尾
Nom russe : Ирис русский (Iris russe)

## Description
Il s'agit d'un iris à rhizome.
La floraison a lieu d'avril à mai. La fleur, lavande ou bleu foncé, comporte trois grands sépales à crête jaune et trois pétales de plus petite taille.
Cette espèce est remontante : une seconde floraison peut avoir lieu en août.
L'Iris de Ruthénie compte 84 chromosomes.

## Position taxinomique
Cette espèce a été déplacée deux fois.
En 1866, elle a été placée par Johann Mihály Fuss dans le genre Limniris :
- Limniris ruthenica (Ker Gawl.) Fuss

En 1872, elle a été placée par Friedrich Wilhelm Klatt dans le genre Joniris :
- Joniris ruthenica (Ker Gawl.) Klatt

Mais elle a été conservée ici dans le genre Iris conformément aux positions des index GRIN et Tropicos.
Elle compte des sous-espèces, variétés et formes botaniques :
- Iris ruthenica subsp. brevituba (Maxim.) Doronkin (1987) - synonyme : Iris ruthenica var. brevituba Maxim.
- Iris ruthenica f. leucantha Y.T.Zhao
- Iris ruthenica var. nana Maxim. (1880)[2]
- Iris ruthenica var. typica Maxim. (1880)
- Iris ruthenica var. uniflora (Pall. ex Link) Baker (1892) - synonyme : Limniris uniflora (Pall. ex Link) Rodion.
- Iris ruthenica var. uniglumis Spach (1846)

## Distribution
Cette belle espèce d'iris est originaire d'Asie et compte une très vaste aire de distribution, de l'est de l'Europe à l'Est de l'Asie : Biélorussie, Russie, Kazakhstan, Mongolie, Corée et Chine (Anhui, Gansu, Guizhou, Hebei, Heilongjiang, Henan, Hubei, Hunan, Jiangxi, Jilin, Liaoning, Nei Mongol, Ningxia, Qinghai, Shaanxi, Shandong, Shanxi, Sichuan, Xinjiang, Yunnan).

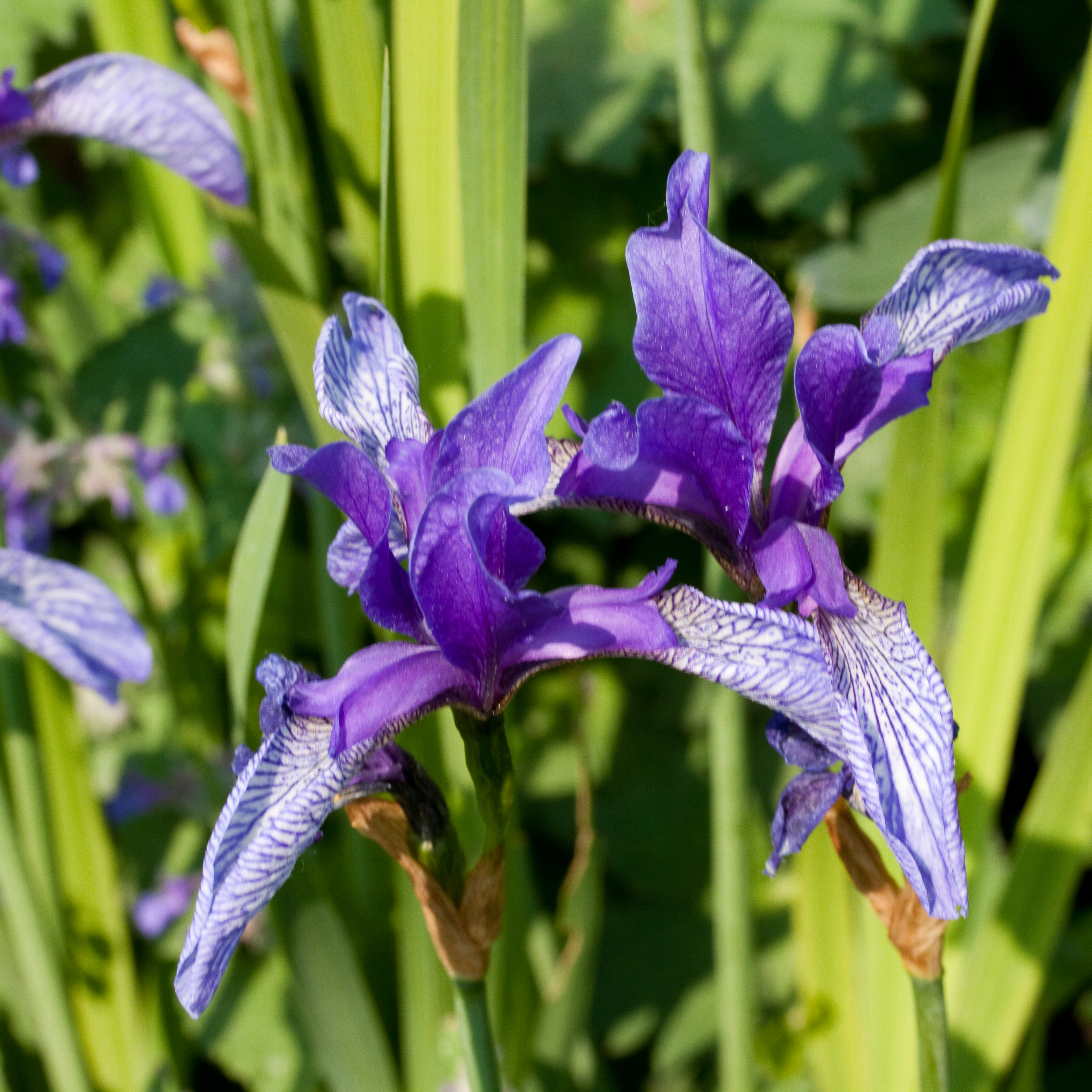
Iris ruthenica - Fleur
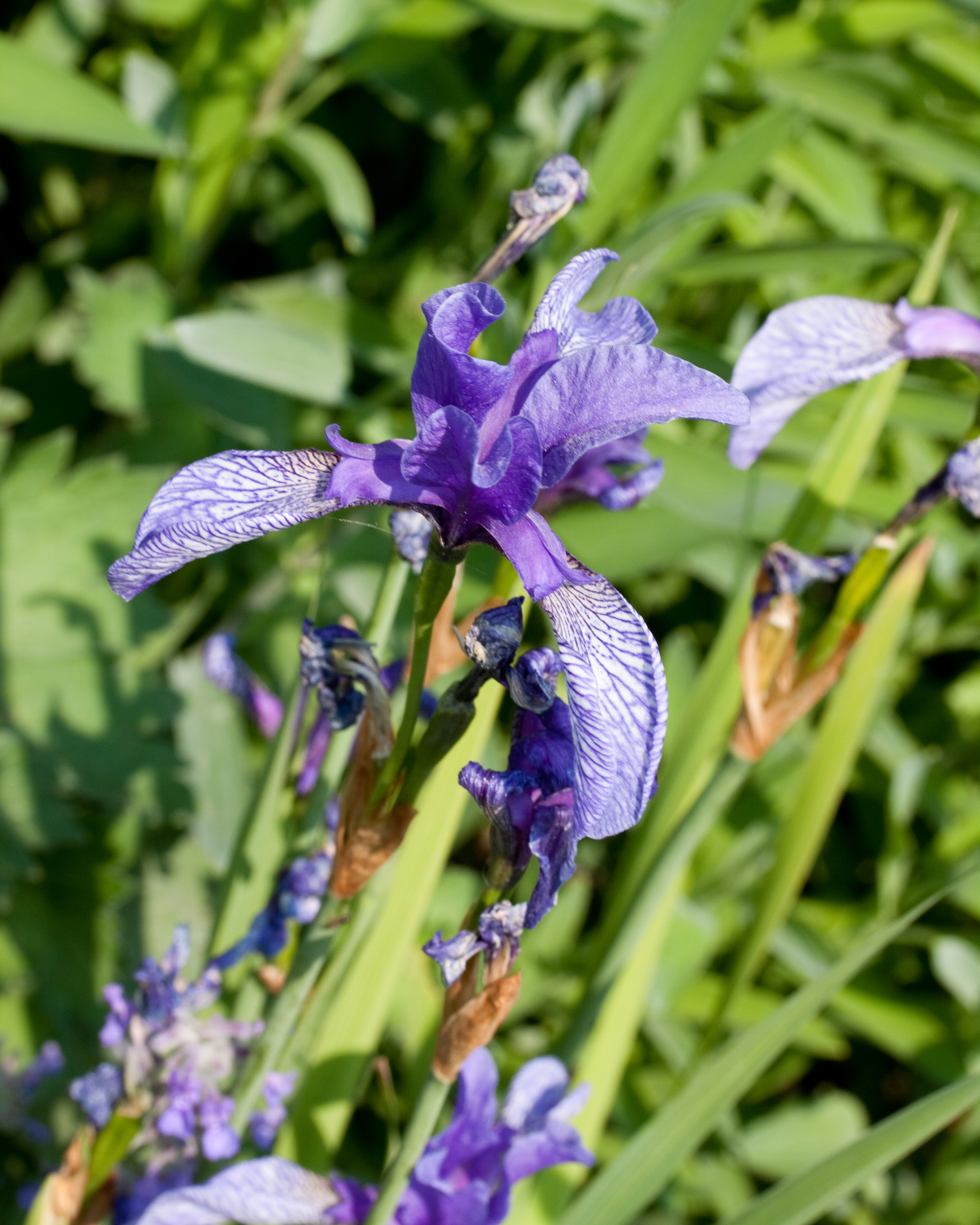
Iris ruthenica - Fleur
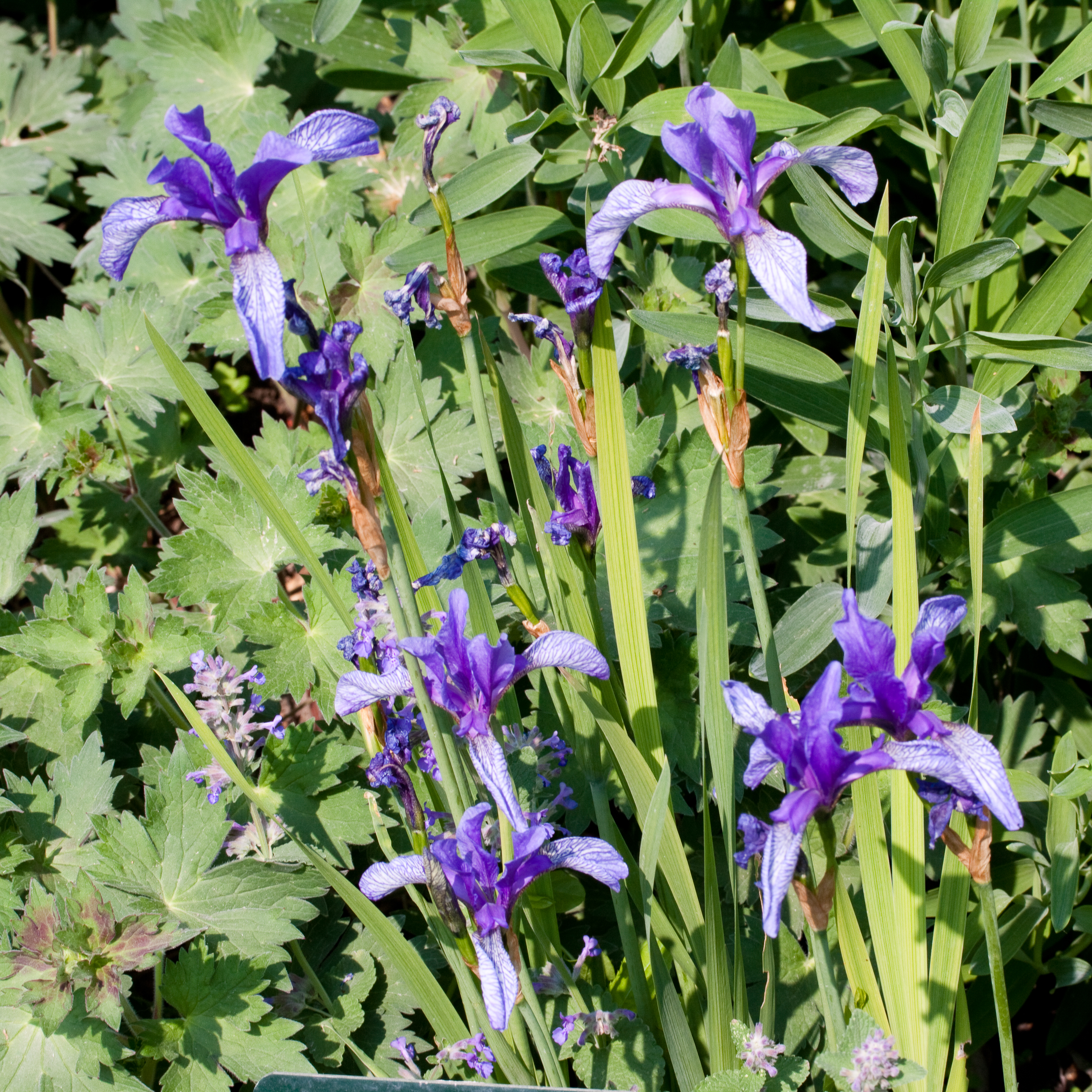
Iris ruthenica - Fleurs